# Metabalta
Genre
Metabalta est un genre d'opilions laniatores de la famille des Gonyleptidae.

## Distribution
Les espèces de ce genre se rencontrent au Chili et en Argentine.

## Liste des espèces
Selon World Catalogue of Opiliones (05/09/2021) :
- Metabalta albipes Mello-Leitão, 1931
- Metabalta efformata Roewer, 1929
- Metabalta geniculata Roewer, 1929
- Metabalta hostilis Roewer, 1913
- Metabalta polyhastata (Hara, 2016)
- Metabalta tuberculata Roewer, 1913

## Publication originale
- Roewer, 1913 : « Die Familie der Gonyleptiden der Opiliones-Laniatores. » Archiv für Naturgeschichte, sér. A, vol. 79, no 4, p. 1–256 (texte intégral).